# Gens Aelia
Gens Aelia, Aelii, eller Aeliska ätten, var en plebejsläkt i Romerska riket. 
- Publius Aelius Paetus, konsul 337 f.Kr.
- Gaius Aelius Paetus, konsul 286 f.Kr.
- Publius Aelius Paetus, konsul 201 f.Kr.
- Sextus Aelius Paetus Catus, 198 f.Kr.
- Publius Aelius Ligus, konsul 172 f.Kr.
- Quintus Aelius Paetus, konsul 167 f.Kr.
- Quintus Aelius Tubero, folktribun 130 f.Kr.
- Lucius Aelius Stilo, filolog
- Lucius Aelius Tubero, officer och historiker, omkring 58 f.Kr.
- Quintus Aelius Tubero, jurist, omkring 46 f.Kr.
- Gaius Aelius Gallus, ståthållare i Egypten, som 25 f.Kr. genomförde ett fälttåg till Arabia felix
- Quintus Aelius Tubero, konsul 11 f.Kr.
- Lucius Aelius Lamia, konsul 3
- Sextus Aelius Catus, konsul 4
- Lucius Aelius Seianus, praetorianprefekt under Tiberius
- Lucius Aelius Lamia, sedan 70 förste make till Domitia Longina
- Publius Aelius Traianus Hadrianus (Hadrianus), kejsare
- Lucius Aelius Caesar, Hadrianus arvinge, konsul 137
- Lucius Aelius Aurelius Commodus (Commodus), kejsare
- Lucius Aelius Verus, medkejsare till Marcus Aurelius
- Aelius Herodianus, grammatiker vid Marcus Aurelius tid
- Aelius Aristides, retoriker
- Aelius Dionysius, lärd
- Aelius Donatus, grammatiker
- Aelius Spartianus, historiker
- Gaius Aelius Gallus, jurist eller grammatiker
- Aelius Theon

- Aelia Paetina, dotter till Sextus Aelius Catus och andra fru till kejsar Claudius
- Aelia Flacilla, första fru Theodosius I
- Aelia Galla Placidia, dotter Theodosius I
- Aelia Pulcheria Augusta, syster Theodosius II

- Aelia Augusta är det romerska namnet på Augsburg
- Aelia Capitolina var det romerska namnet på Jerusalem

- Pons Aelius, som nu heter Ponte Sant'Angelo, är en bro i Rom, som byggdes av kejsar Hadrianus.